# Nosey Parker (film 1913)
Nosey Parker è un cortometraggio muto del 1913 diretto da W.P. Kellino.

## Trama
Un impiccione prende per una bomba un orologio, rovinando la scena di un film.

## Produzione
Il film fu prodotto dalla EcKo.

## Distribuzione
Distribuito dall'Universal Pictures, il film - un cortometraggio di 145 metri - uscì nelle sale cinematografiche britanniche nel settembre 1913.